# أوتو رايش
أوتو رايش (بالإنجليزية: Otto Reich)‏ (و. 1945 – م) هو دبلوماسي من الولايات المتحدة الأمريكية ولد في كوبا.
وهو عضو في الحزب الجمهوري .

## التعليم
تعلم في جامعة جورجتاون.